# Daniel Strigel
Daniel Strigel (* 13. Februar 1975 in Mannheim) ist ein ehemaliger deutscher Fechter und deutscher Meister, der mit dem Degen zur Weltklasse gehörte.

## Leben
Als Zweiter der Deutschen Meisterschaften 2000 war Daniel Strigel bei den Olympischen Spielen 2000 in Sydney als Ersatzfechter dabei und kam zu einem Einsatz gegen Weißrussland, die deutsche Mannschaft belegte am Ende den fünften Platz. 2001 erreichte er mit der Mannschaft den zweiten Platz bei den Europameisterschaften, bei den Weltmeisterschaften 2001 belegte er im Einzel und mit der Mannschaft jeweils den sechsten Platz. 2002 wurde Strigel mit der Mannschaft Fünfter bei den Weltmeisterschaften. 2003 gewann er die deutsche Einzelmeisterschaft mit dem Degen.
Nach einem Kreuzbandriss 2003 gelang Strigel 2004 erst spät die Olympiaqualifikation. Bei den Olympischen Spielen 2004 in Athen belegte er im Einzel den achten Platz, zusammen mit Sven Schmid und Jörg Fiedler gewann er die Bronzemedaille in der Mannschaftswertung.
Dafür erhielten er und seine Mannschaftskameraden das Silberne Lorbeerblatt.
2005 belegten die drei Fechter zusammen mit Martin Schmitt noch einmal den zweiten Platz bei den Weltmeisterschaften.
Daniel Strigel focht für den FC Tauberbischofsheim, er war Aktivensprecher des Deutschen Fechter-Bundes. 2006 wurde er zum Leiter des Olympiastützpunktes Tauberbischofsheim gewählt. 2010 wechselte er zum Olympiastützpunkt Rhein-Neckar.